# Chronische cerebro-spinale veneuze insufficiëntie
Chronische cerebro-spinale veneuze insufficiëntie (CCSVI) is een syndroom waarbij het veneuze systeem, de aders, niet in staat is om efficiënt het bloed uit het centrale zenuwstelsel af te voeren, zie ook veneuze insufficiëntie. Het is vooral te wijten aan stenose van de halsader en de vena azygos, of problemen met de kleppen in de aders. Een dergelijk complexe vasculaire samenhang werd ontdekt door Paolo Zamboni, die ook melding gemaakt heeft van het samengaan van CCSVI met multiple sclerose. Deze samenhang wordt door de meeste MS-wetenschappers vooralsnog met grote scepsis bezien.
De vernauwingen van de verschillende vormen van de extracraniële aders bij CCSVI worden beschouwd als truncaire veneuze misvormingen volgens een recent aangenomen consensus document. Dit document is door meer dan 47 landen erkend.

## Diagnose
CCSVI is voor het eerst zichtbaar gemaakt in het centrale zenuwstelsel van verschillende personen door gebruik te maken van extracranieel en transcranieel echo-doppler-onderzoek. De normale methode voor het uitvoeren van de echografie moet worden aangepast aan de specifieke te verwachten reflux.
Een vernauwing kan ook worden gediagnosticeerd via Magnetic Resonance Venography (MRV), een MRI-beeldvormingstechniek van de bloedvaten, of Susceptibility weighted imaging, een techniek specifiek voor de veneuze bloedvaten, maar de operator moet wel weten waar hij naar op zoek is. Computertomografie is minder nauwkeurig, maar de resultaten zijn meer operator-onafhankelijk.
venogrammen zijn de gouden standaard voor het bestaan van afwijkingen in de venen, maar maken gebruik van op röntgenstraling en worden daarom alleen uitgevoerd wanneer eerdere tests hebben uitgewezen dat iets mis is.
Obstructies in de vena azygos kunnen alleen indirect en niet-invasief worden gedetecteerd door middel van dopplerechografie, en invasief door selectieve venografie.
Azygosobstructie komt ongeveer bij 90% van de patiënten voor die getroffen zijn door CCSVI gepaard gaande met MS, van het totaal aan patiënten die de primaire progressieve vorm van MS hebben.
Impedantieflebografie is momenteel in onderzoek als methode om een diagnose te kunnen stellen.
Onderzoekers uit Milaan hebben met Duplex ultrasound 560 mensen onderzocht en vonden een significant aantal MS-patiënten met problemen van de veneuze bloedafvoer in vergelijking met gezonde personen.
Onderzoekers uit Cleveland kwamen tot de conclusie dat vaatwandvernauwingen even vaak voor kwamen bij MS- als bij niet-MS-patiënten. Wel werden er vaker intraluminale abnormaliteiten geconstateerd bij MS-patiënten in vergelijking met gezonde personen. Hiermee suggereren de onderzoekers dat Magnetic Resonance Venography (MRV) veel minder geschikt zou zijn dan echografie voor het opsporen van veneuze afwijkingen bij CCSVI.

## Symptomen en gevolgen
De bekende gevolgen van de ziekte zijn hypoxie, vertraagde perfusie, verminderde drainage van de catabolites en verhoogde
transmurale druk, en ijzer afzettingen rond de cerebrale bloedvaten, met onbekende gevolgen voor de gezondheid van de patiënten.
Een verband met Multiple sclerose is in onderzoek (alle gevallen van CCSVI werden gevonden bij patiënten met MS) maar de mogelijke relatie wordt nog bestudeerd.

## Behandeling

Veneuze kleppen voorkomen omgekeerde bloedstroom.

Als de ziekte te wijten is aan een stenose dan kan deze momenteel behandeld worden op twee manieren: "dotteren", (PTCA), waarbij een ballonnetje in de vernauwing wordt opgeblazen om deze op te rekken, in de hoop dat zij open blijven, en veneuze stents, om ze permanent open te houden. Het is onbekend of chemische vasodilatatie deze conditie kan verbeteren, maar dit lijkt onwaarschijnlijk door de mechanische druk van de stenose.
Als het probleem te wijten is aan gebrekkige veneuze kleppen, bestaat er een mogelijke reparatie genaamd valvuloplastie, maar deze is nog nooit toegepast bij CCSVI.
Omdat het een fysiek probleem van de bloedstroom is kan arbeidshygiëne, zoals ergonomie een rol spelen, om daarmee de gevolgen van de reflux te verminderen, tot op heden bestaan daar geen studies naar. Endotheliale ontregelaars (verzadigde vetten, het roken van sigaretten, zware metalen, overmatig alcoholgebruik, toxinen, EBV, enz.) zijn gevaarlijk bij deze aandoening.
Ook een deel van de schade die veroorzaakt wordt door CCSVI (ijzerstapeling) kan worden verminderd. Er zijn stoffen, die in staat zijn om het ijzer te verwijderen uit de weefsels door chelatie. Ze zijn aanwezig in natuurlijke stoffen zoals groene thee. Ook antioxidanten kunnen bijdragen tot vermindering van de schade.

## Veneuze-MS-hypothese
Putnam, beschreef vasculaire afwijkingen bij MS in 1936, de eerste waarnemingen met betrekking tot abnormale vasculatuur of effecten met betrekking tot de vasculatuur verscheen in 1839 beschreven door Cruveilhier, meer dan 170 jaar geleden die gebieden van de sclerose vergeleek met de resultaten van een embolie. Rindfleisch merkte in 1863 dat een gezwollen bloedvat zich in het midden van een plaque bevond en in hetzelfde jaar beschreef Charcot verder de vasculaire obstructie in MS.
De "veneuzerefluxhypothese" werd al eerder gepubliceerd in de jaren 80. Volgens deze hypothese veroorzaakt veneuze reflux in de hersenen of het ruggenmerg MS.
De aanwezigheid van CCSVI is gebruikt om MS te diagnosticeren in een blind experiment met een hoge gevoeligheid en specificiteit voor een MS-diagnose. Een groter experiment wordt op het ogenblik uitgevoerd op het Buffalo Neuroimaging Analysis Center. Uit een tussentijdse rapportage blijkt dat de vernauwing van extracraniële aders, op zijn minst, een belangrijke samenhang vertoont met multiple sclerose.
In het Buffalo-onderzoek zijn alle bekende gevallen van CCSVI alleen gevonden bij MS-patiënten. Alle geteste patiënten bleken CCSVI te hebben (zij werden eerder geselecteerd met uitsluiting van ongewone vormen van MS zoals Balo of Schilder, maar wel inclusief de progressieve varianten. Geen enkele persoon uit de controlegroep had het. Daarom wordt verwacht dat CCSVI aanwezig is in ten minste een subgroep van de MS-patiënten en dit heeft geleid tot het ontwikkelen van de hypothese dat een bepaald MS-subtype een gevolg is van problemen in de aders.
Een aantal histopathologische studies, onafhankelijk van het CCSVI onderzoeksteam, heeft eerder aanwijzingen gevonden voor vasculaire problemen bij hemodynamische afwijkingen voorafgegaan aan veranderingen van sub-corticale grijze stof bij multiple sclerose. Er is dus bewijs dat MS betrokken zou zijn bij een hemodynamische stoornis, bevestigd door zeven Tesla MRI.
Speciale weefsels (normaal gebleken hersenweefsels, NAWM, NAGM) zijn gevonden in MS, waarbij laesies werden verwacht. Ze vertonen een primaire vasculaire schade.
Verder is aangetoond dat:
- IJzerafzettingen verschijnen in de diepe grijze stof bij een MRI[30] en door transcraniële echografie.[31]
- NAWM toont een verminderde perfusie, die niet het gevolg lijkt te zijn van secundaire axonale schade.[32]
- Andere vasculaire problemen, die niets van doen hebben met CCSVI, veroorzaken MS-achtige laesies.[33]

Gezien het feit dat de te verwachten symptomen van CCSVI (hypoxie, vertraagde perfusie en ijzer accumulatie) aanwezig zijn bij MS, is causaliteit te verwachten. Deze hypothetische MS-subtype van veneuze oorsprong is genaamd "veneuze MS".

## Geschiedenis

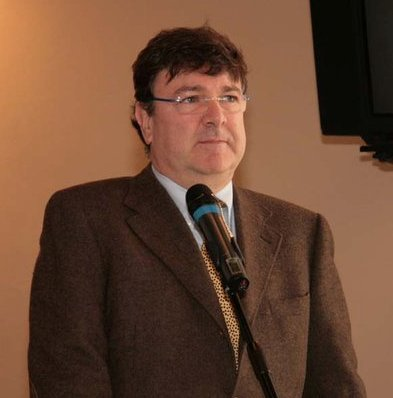
Paolo Zamboni beschreef CCSVI in 2008.

De ziekte werd in december 2008 voor het eerst beschreven. Het eerste internationale symposium vond plaats op 8 september 2009, in Bologna, Italië.